# Fräkentjärnen (Gällivare socken, Lappland)
Fräkentjärnen är en sjö i Gällivare kommun i Lappland och ingår i Luleälvens huvudavrinningsområde. Sjön har en area på 0,0691 kvadratkilometer och ligger 375,2 meter över havet. Sjön avvattnas av vattendraget Stainasjåkkå.

## Delavrinningsområde
Fräkentjärnen ingår i det delavrinningsområde (744904-167297) som SMHI kallar för Mynnar i Stora Lulevatten. Medelhöjden är 389 meter över havet och ytan är 7,04 kvadratkilometer. Räknas de 4 avrinningsområdena uppströms in blir den ackumulerade arean 33,12 kvadratkilometer. Stainasjåkkå som avvattnar avrinningsområdet har biflödesordning 2, vilket innebär att vattnet flödar genom totalt 2 vattendrag innan det når havet efter 225 kilometer. Avrinningsområdet består mestadels av skog (38 procent) och sankmarker (58 procent). Avrinningsområdet har 0,07 kvadratkilometer vattenytor vilket ger det en sjöprocent på 1 procent.